# Oddset Hockey Games 2013
Oddset Hockey Games 2013 spelades under perioden 6 – 10 februari 2013 i Malmö Arena, Malmö och en match i Sankt Petersburg, Ryssland. Oddset Hockey Games ingår i Euro Hockey Tour som brukar erkännas som ett inofficiellt Europamästerskap i ishockey. I turneringen deltar landslagen från Finland, Ryssland, Sverige och Tjeckien.
Turneringen vanns av Finland. Tjeckien placerade sig tvåa med Ryssland på tredjeplats.  

## Tabell
| Lag      | S | V | ÖV | ÖF | F | GM | IM | MS | P |
| -------- | - | - | -- | -- | - | -- | -- | -- | - |
| Finland  | 3 | 2 | 0  | 1  | 0 | 11 | 6  | +5 | 7 |
| Tjeckien | 3 | 2 | 0  | 0  | 1 | 4  | 4  | 0  | 6 |
| Ryssland | 3 | 1 | 1  | 0  | 1 | 9  | 6  | +3 | 5 |
| Sverige  | 3 | 0 | 0  | 0  | 3 | 3  | 11 | −8 | 0 |

## Resultat
Alla tider som anges är lokala. UTC+1 för matcher i Sverige och UTC+4 för matchen i Ryssland.
| 6 februari 2013 19:30 | Ryssland | 4 − 3 (str) (0−2, 1−0, 2−1, 0−0, 1−0) | Finland | Ispalatset, Sankt Petersburg, Ryssland |

|  |                                                                                               | Matchsummering |                                                                        | Åskådare: 12 500                  |                                   |
|  | A. Belov (PP1) 24:49 A. Peretjogin (EQ) 45:13 V. Sjipatjev (EQ) 49:57 V. Tichonov (GWS) 65:00 |                | 06:23 (EQ) J. Aaltonen 15:37 (PP1) J. Aaltonen 59:22 (SH1) J. Aaltonen | Domare: Martin Frano, Pavel Hodek | Domare: Martin Frano, Pavel Hodek |

| 7 februari 2013 19:00 | Tjeckien | 2 − 0 (0−0, 1−0, 1−0) | Sverige | Malmö Arena, Malmö, Sverige |

|  |                                             | Matchsummering |  | Åskådare: 5 097                       |                                       |
|  | M. Vondrka (EQ) 24:51 J. Novotný (EQ) 40:14 |                |  | Domare: Jari Levonen, Mikko Kaukokari | Domare: Jari Levonen, Mikko Kaukokari |

| 9 februari 2013 13:30 | Finland | 3 − 0 (1−0, 2−0, 0−0) | Tjeckien | Malmö Arena, Malmö, Sverige |

|  |  | Matchsummering |  | Åskådare: 1 726                      |  |
|  |  |                |  | Domare: Mikael Nord, Mikael Sjöqvist |  |

| 9 februari 2013 17:30 | Sverige | 1 − 4 (1−1, 0−2, 0−1) | Ryssland | Malmö Arena, Malmö, Sverige |

|  |  | Matchsummering |  | Åskådare: 8 290                       |  |
|  |  |                |  | Domare: Jari Levonen, Mikko Kaukokari |  |

| 10 februari 2013 13:00 | Ryssland | 1 − 2 (0−0, 0−1, 1−1) | Tjeckien | Malmö Arena, Malmö, Sverige |

|  |  | Matchsummering |  | Åskådare: 1 364                             |  |
|  |  |                |  | Domare: Marcus Vinnerborg, Morgan Johansson |  |

| 10 februari 2013 17:00 | Sverige | 2 − 5 (0−0, 1−3, 1−2) | Finland | Malmö Arena, Malmö, Sverige |

|  |  | Matchsummering |  | Åskådare: 7 357                               |  |
|  |  |                |  | Domare: Vjatjeslav Bulanov, Konstantin Olenin |  |

## Utmärkelser

### Bästa spelare
Turneringens arrangörer röstade fram följande spelare:
- Bäste målvakt:  Alexander Salák
- Bäste försvarsspelare:  Ilja Nikulin
- Bäste anfallsspelare:  Juhamatti Aaltonen
- MVP:  Juhamatti Aaltonen

### Medias all star-lag
- Målvakt:  Alexander Salák
- Back:  Ilja Nikulin
- Back:  Ville Lajunen
- Vänsterforward:  Juhamatti Aaltonen
- Center:  Sergej Mozjakin
- Högerforward:  Jevgenij Kuznetsov